# Wejście-wyjście ogólnego przeznaczenia
Wejście-wyjście ogólnego przeznaczenia,  GPIO (od ang. general-purpose input/output) – pin interfejsu do komunikacji między elementami systemu komputerowego (na przykład między mikroprocesorem a urządzeniami peryferyjnymi). 
Wyprowadzenia takie mogą pełnić rolę zarówno wejść, jak i wyjść i jest to zwykle właściwość konfigurowalna. Są one często grupowane w porty.
Urządzenia korzystające z interfejsu GPIO mają możliwość zgłaszania przerwań w jednostce centralnej i używania bezpośredniego dostępu do pamięci (DMA).